# Vicente Onofre Vázquez
Vicente Alberto Onofre Vázquez es un político mexicano, exmilitante de Partido Encuentro Social, fue presidente municipal de Chalco, del Estado de México. Actualmente es diputado federal.

## Biografía
Vicente Onofre es licenciado en Derecho egresado de la Universidad Azteca y tiene una maestría en Derecho Penal. Inicialmente fue militante del Partido de la Revolución Democrática, posteriormente pasó a Convergencia-Movimiento Ciudadano y finalmente al Partido Encuentro Social.
Inició su carrera política colaborando en el Senado de México, de 2003 a 2006 fue director de Desarrollo Social en Chalco, estado de México en la administración encabezada por el alcalde Jaime Espejel Lazcano. Al término de dicha administración fue postulado candidato del PRD y electo presidente municipal de Chalco, ejerciendo el cargo de 2006 a 2009.
Posterior a su función como presidente municipal, dejó el PRD y pasó a militar en Convergencia, partido del que fue secretario general adjunto de 2009 a 2010 y en 2014 se integró al Partido Encuentro Social, del que fue dirigente en el estado de México de ese año al 2018. Ejercía este cargo cuando el 9 de febrero de 2018 fue herido tras ser atacado a balazos en la población de Santa Catarina Ayotzingo, en Chalco, estado de México, ataque al que logró sobrevivir.
El mismo año 2018 fue postulado candidato a diputado federal por el Distrito 33 del estado de México por la coalición Juntos Haremos Historia. Electo a la LXIV Legislatura de 2018 a 2021, se integró en la bancada del Partido Encuentro Social y ocupa los cargos de secretario de la comisión de Gobernación y Población, e integrante de la comisión de Federalismo y Desarrollo Municipal y de la comisión de Presupuesto y Cuenta Pública.
El 6 de febrero de 2019 se separó de la bancada del PES y se constituyó en diputado sin partido. El 14 de febrero se incorpora al Grupo Parlamentario de MORENA. 
En las elecciones federales de 2021, es electo para un nuevo periodo como diputado federal por el mismo distrito 33, postulado por MORENA y obteniendo más de 58 mil votos en la elección.